# Assemblea legislativa dell'Isola del Principe Edoardo
L'Assemblea legislativa dell'Isola del Principe Edoardo (in inglese: Legislative Assembly of Prince Edward Island) è l'organo legislativo della provincia canadese dell'Isola del Principe Edoardo. Le riunioni hanno luogo nel Palazzo della Provincia (Province House) a Charlottetown. Spetta al Parlamento legiferare in materia provinciale.
Il Parlamento provinciale è stato istituito il 7 luglio 1773, quando i rappresentanti eletti dai residenti locali si sono incontrati a Charlottetown. Inizialmente, il Parlamento era bicamerale.
L'Assemblea legislativa è composta da 27 membri in altrettanti collegi elettorali di circa le stesse dimensioni con la scelta attraverso il sistema di voto a maggioranza. Pertanto, l'Isola del Principe Edoardo ha il parlamento provinciale più piccolo del Canada. Il leader del partito di maggioranza è anche il premier dell'Isola del Principe Edoardo e dirige il governo noto come consiglio esecutivo. I tre compiti principali dell'Assemblea legislativa sono l'emanazione di nuove leggi, l'approvazione del bilancio statale e la supervisione del governo.
Prima delle elezioni del 1996, la provincia era divisa in 16 circoscrizioni, ciascuna con due parlamentari.
La maggior parte del lavoro dell'Assemblea viene svolto in otto commissioni.
Le elezioni più recenti si sono svolte nel 2023 e il Partito Conservatore Progressista è rimasto il partito più grande.